# Musée des tramways et de bus de la ville de Luxembourg
Le musée des tramways et de bus de la ville de Luxembourg, ou Tramsmusée, est un musée de la ville de Luxembourg, situé rue de Bouillon dans le quartier d'Hollerich.
Ouvert le 27 mars 1991, il conserve d'anciens matériels tels des motrices de l'ancien tramway de Luxembourg ou d'anciens autobus.

## Histoire
Bien qu'ouvert le 27 mars 1991, le musée a vu ses premières collections rassemblées dès les années 1960, époque où l'ancien tramway a fermé.
Le musée fut ouvert de façon très réduite dès 1975 uniquement aux connaisseurs et sur rendez-vous, il n'ouvre au public qu'en 1991.

## Situation
Le musée est installé au cœur même du dépôt des autobus de la ville de Luxembourg, rue de Bouillon dans le quartier d'Hollerich. Dès la construction du dépôt et son ouverture en 1975, une annexe fut construite pour accueillir la motrice no 34, la dernière à avoir circulé dans la ville en 1964. Son accès est gratuit, le jeudi après-midi, les week-ends et jours fériés officiels.
L'annexe possède un faisceau de deux voies, se terminant par une plaque tournante, donnant accès à une troisième voie en courbe et en cul-de-sac, afin que les motrices puissent se déplacer.

## Collections
Le musée conserve notamment les anciennes motrices électriques nos 26, 34, 112 et 121 de l'ancien tramway de Luxembourg, ainsi qu'une république de la voiture hippomobile no 7 de ce même réseau. Il conserve aussi deux autobus (le Comes-Büssing 6500T no 19 et le Jonckheere-AEC Regal IV no 43, renuméroté 543 en interne,) et un camion-nacelle Ford qui servait à l'entretien des lignes aériennes de contact.
Le musée possède un fonds documentaire de près de 8000 photos et d'objets divers et variés en rapport avec le réseau, tels d'anciens tickets.
Il possède en outre 22 modèles réduits de tramways à l'échelle 1/8e fabriqués par la compagnie des tramways pour les festivités du millénaire de la ville de Luxembourg en 1963 puis du dernier tramway l'année suivante.